# Torre de Tòquio

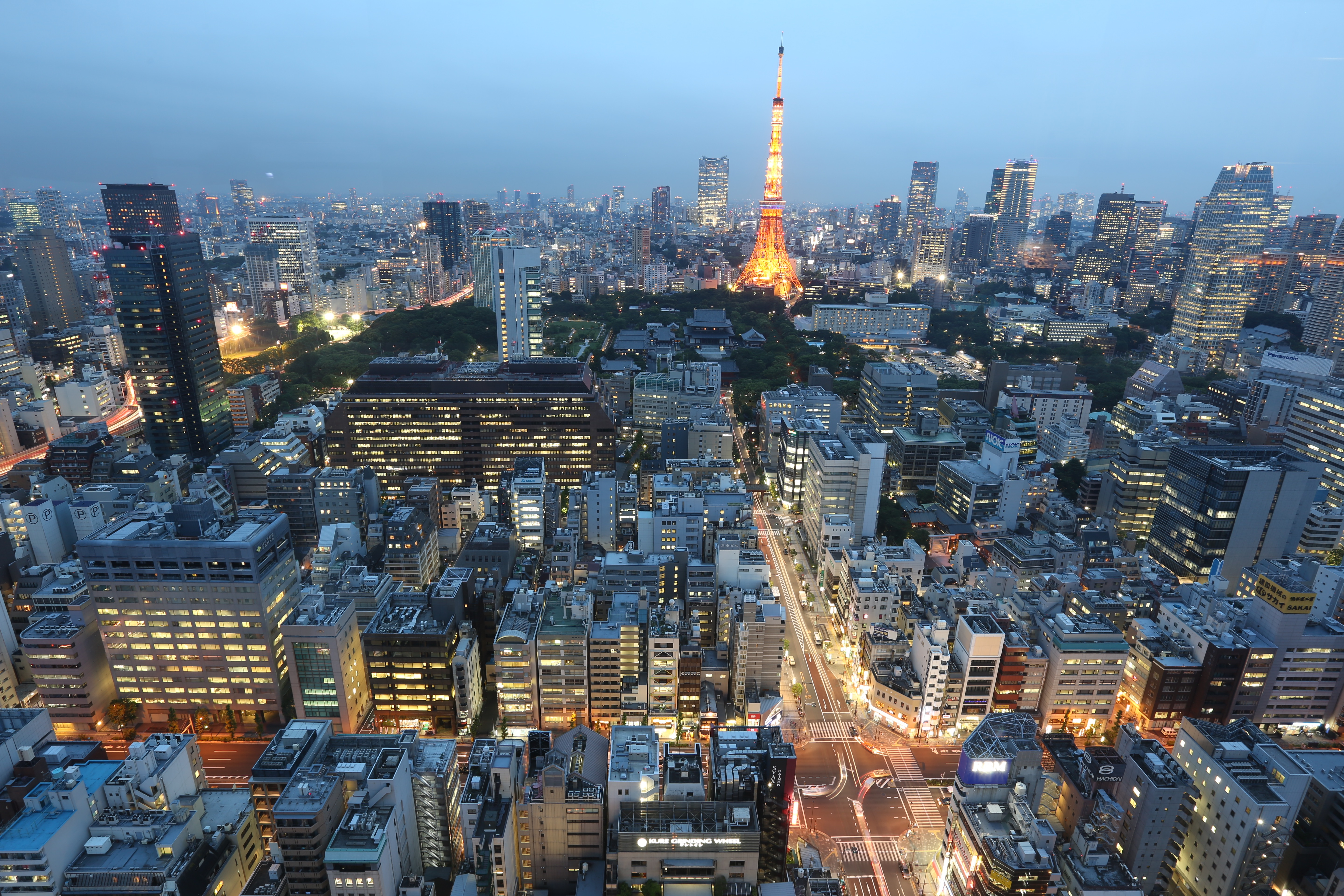
La Torre de Tòquio vista des de les altures

La Torre de Tòquio o Tokyo Tower (en japonès): 東京タワー, Tōkyō Tawā) és una torre de radiodifusió al Parc Shiba al barri de Minato-ku de la ciutat de Tòquio al Japó. El disseny està inspirat en la Torre Eiffel de París. Està pintada en blanc i vermell d'acord amb les regulacions de l'aviació. La construcció fou acabada el 14 d'octubre de 1958 i fou oberta al públic el 7 de desembre seguint.
La torre fa 333 metres d'altura, 8,6 més que la Torre Eiffel, amb el que és la torre de metall més alta del món, encara que no tan vistosa com l'Eiffel. La Torre de Tòquio solament pesa 4.000 tones, això la fa molt més lleugera que les 10.100 tones de la Torre Eiffel. Serveix principalment com a antena de transmissió de senyals analògics, i des de 2003 transmet en digital per a l'àrea de Kanto. També és un atractiu turístic.